# Dweila
Dweila (tiếng Ả Rập: الدويلة) là một ngôi làng Syria nằm ở Armanaz Nahiyah ở huyện Harem, Idlib. Theo Cục Thống kê Trung ương Syria (CBS), Dweila có dân số 917 trong cuộc điều tra dân số năm 2004.